# ERAP2
ERAP2‏ (Endoplasmic reticulum aminopeptidase 2) هوَ بروتين يُشَفر بواسطة جين ERAP2 في الإنسان.